# Гурупи (микрорегион, Мараньян)

Гурупи на карте.

Гурупи (порт. Microrregião de Gurupi) — микрорегион в Бразилии, входит в штат Мараньян. Составная часть мезорегиона Запад штата Мараньян. Население составляет 221 643 человека (на 2010 год). Площадь — 21 527,067 км². Плотность населения — 10,30 чел./км².

## Демография
Согласно сведениям, собранным в ходе переписи 2010 г. Национальным институтом географии и статистики (IBGE), население микрорегиона составляет:
| Полное население                             | Полное население                             | Полное население                             | Полное население                             | 221 643 |
| -------------------------------------------- | -------------------------------------------- | -------------------------------------------- | -------------------------------------------- | ------- |
| в том числе:                                 | Городское население                          | 128 312                                      | Процент городского населения, %              | 57,89   |
|                                              | Сельское население                           | 93 331                                       | Процент сельского населения, %               | 42,11   |
|                                              | Мужское население                            | 114 056                                      | Процент мужского населения, %                | 51,46   |
|                                              | Женское население                            | 107 587                                      | Процент женского населения, %                | 48,54   |
| Плотность населения, чел/км²                 | Плотность населения, чел/км²                 | Плотность населения, чел/км²                 | Плотность населения, чел/км²                 | 10,30   |
| Население микрорегиона в % к населению штата | Население микрорегиона в % к населению штата | Население микрорегиона в % к населению штата | Население микрорегиона в % к населению штата | 3,37    |

## Статистика
- Валовой внутренний продукт на 2003 год составляет 275 675 223,00 реалов (данные: Бразильский институт географии и статистики).
- Валовой внутренний продукт на душу населения на 2003 год составляет 1391,02 реал (данные: Бразильский институт географии и статистики).
- Индекс развития человеческого потенциала на 2000 год составляет 0,573 (данные: Программа развития ООН).

## Состав микрорегиона
В составе микрорегиона включены следующие муниципалитеты:
1. Амапа-ду-Мараньян
2. Боа-Виста-ду-Гурупи
3. Карутапера
4. Сентру-Нову-ду-Мараньян
5. Сентру-ду-Гильерми
6. Кандиду-Мендис
7. Годофреду-Виана
8. Говернадор-Нунис-Фрейри
9. Жунку-ду-Мараньян
10. Луис-Домингис
11. Маракасуме
12. Мараньянзинью
13. Туриасу
14. Туриландия